# Ezechiel Paritius

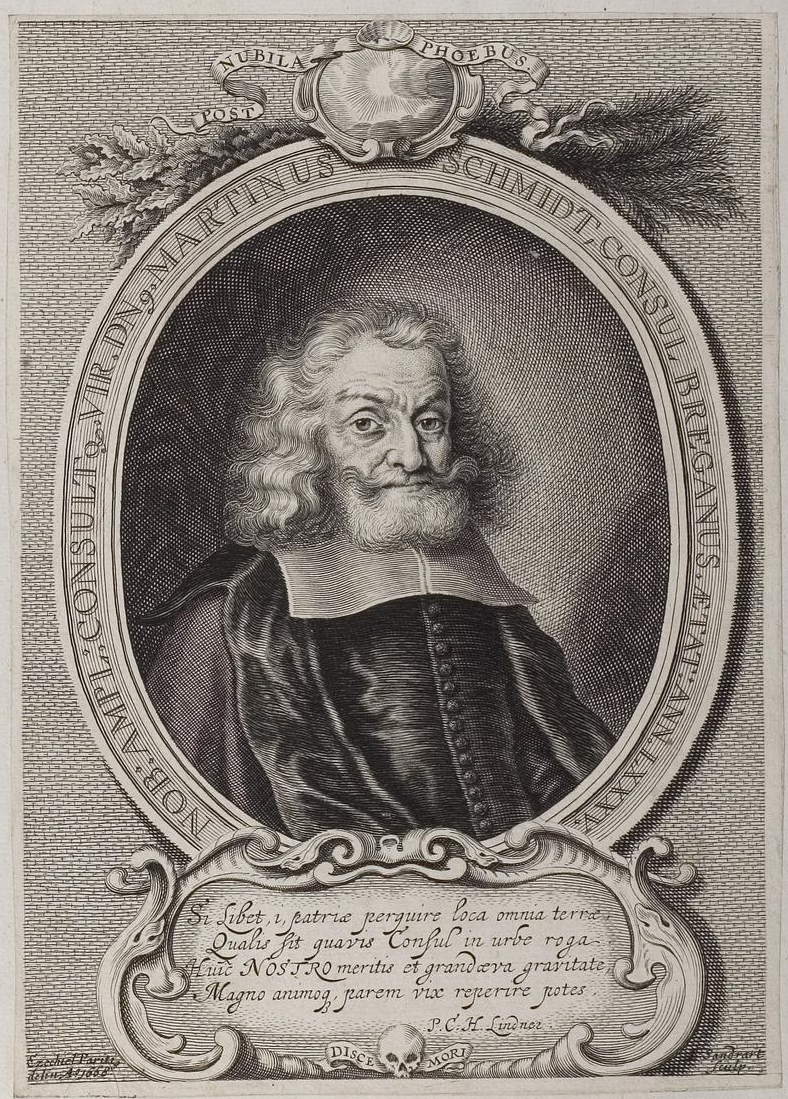
Portret Martina Schmidta – burmistrza Brzegu, miedzioryt Jacoba Sandrarta wg obrazu Ezechiela Paritiusa, 1668

Ezechiel Paritius (ur. 16 kwietnia 1622 w Litomierzycach, zm. w sierpniu 1671 w Brzegu) – nadworny artysta malarz ostatnich Piastów śląskich oraz malarz królewski w Polsce.

## Życiorys
Prawdopodobnie pochodził ze rodziny Paritiusów, wyznania ewangelickiego, którzy co najmniej od XVI wieku mieszkali na Śląsku. Wykształcenie artystyczne zdobył prawdopodobnie we Włoszech. W latach 40. przebywał w Warszawie na dworze polskiego magnata, Adama Kazanowskiego; tam został nadwornym malarzem królewskim w Polsce. Po śmierci Kazanowskiego w 1649 opuścił Warszawę i udał się na Śląsk; po krótkim pobycie w Byczynie, w 1651 zamieszkał we Wrocławiu, gdzie zamierzał uprawiać zawód portrecisty. W roku następnym doszło do zatargu Paritiusa z cechem malarzy, którzy zabronili mu uprawiania zawodu malarza-portrecisty na terenie miasta; zmuszony ciągłymi procesami, około 1654 lub 1655 opuścił Wrocław i udał się do Brzegu, gdzie został zatrudniony przez księcia legnicko-brzeskiego Jerzego III. 28 marca 1662 książę nadał artyście oficjalny tytuł nadwornego malarza dworu piastowskiego.
Zmarł w połowie sierpnia 1671 w Brzegu, jego pogrzeb odbył się 18 sierpnia, został pochowany w krypcie kościoła św. Mikołaja.

## Twórczość artystyczna
Jego twórczość artystyczna jest mało znana, gdyż nie zachowało się żadne jego dzieło malarskie. Był głównie portrecistą, ale z przekazów źródłowych wiadomo, że oprócz portretów malował również obrazy o tematyce alegorycznej i religijnej (Zuzanna w kąpieli, Mojżesz, Dawid, Św. Piotr). Dla zamku brzeskiego i oławskiego namalował portrety książąt legnicko-brzeskich (m.in. Jerzego III, Chrystiana oraz jego żony Ludwiki Anhalckiej); jest również autorem portretu burmistrza Brzegu – Martina Schmidta; portrety te znane są jedynie z miedziorytów sztycharzy Jana Baptysty Paraviciniego oraz Jacoba Sandrarta.